# Paramount Streaming
Paramount Streaming  è una divisione media statunitense di Paramount Global che supervisiona le operazioni dei suoi servizi di streaming servizi e marchi Internet. È una rete di contenuti online per informazioni e intrattenimento. I suoi siti web e app coprono intrattenimento, notizie e sport. È diretta da Tom Ryan.

## Storia
Il 30 maggio 2007 CBS Interactive ha acquisito Last.fm per 140 milioni sterline.
Il 30 giugno 2008 CNET Networks è stata acquisita da CBS e le sue attività sono state fuse in CBS Interactive, tra cui Metacritic, GameSpot, TV.com e MovieTome.
Il 15 marzo 2012, è stato annunciato che CBS Interactive stava acquisendo il sito web di videogiochi Giant Bomb e quello di comic book Comic Vine da Whiskey Media, che ha venduto il resto dei suoi siti web a BermanBraun. Questo evento ha segnato il ritorno del giornalista di videogiochi Jeff Gerstmann nella divisione del sito web di videogiochi della CBS Interactive, che include GameSpot e GameFAQs, riportando Gerstmann a lavorare direttamente con alcuni dei suoi ex colleghi di GameSpot nello stesso edificio della sede centrale della CBS Interactive.
Il 17 aprile 2012 è stato annunciato che Major League Gaming e CBS Interactive avrebbero stretto una partnership con Twitch.tv per essere l'emittente online esclusiva per le loro competizioni Pro Circuit, nonché per rappresentare la tua pubblicità.
Il 4 novembre 2019, Variety ha riferito che Lanzone avrebbe lasciato la CBSi dopo 9 anni per diventare un dirigente residente presso Benchmark Capital, e sarebbe stato sostituito di Marc DeBevoise.
Il 14 settembre 2020, CBS ha annunciato che avrebbe ceduto il CNET Media Group a Red Ventures per 500 milioni di dollari USA, avvenuta il 30 ottobre 2020.

### Ridenominazione
Dopo la fusione tra CBS Corporation e Viacom, CBS Interactive è stata sciolta dopo una ristrutturazione organizzativa e ribattezzata ViacomCBS Streaming al fine di accelerare lo streaming diretto al consumatore di ViacomCBS strategie. 
Il 4 marzo 2021, ViacomCBS Streaming ha ribattezzato CBS All Access in Paramount+, con contenuti di streaming aggiuntivi e rebranding in corso in quel momento.
A seguito del rebranding di ViacomCBS in Paramount Global, il 16 febbraio 2022 la società viene rinominata Paramount Streaming.

## Divisioni

### Intrattenimento
Nella loro divisione di intrattenimento hanno CBS.com, la pagina online di CBS, un canale televisivo della rete americana, dedicato a ricette, discussioni, commenti, video e storie legate al cibo; TV.com, a discussioni, guide alla programmazione, recensioni e video su tutto ciò che riguarda la televisione; Metacritic, un sito web di registrazione per recensione giochi, musica, televisione e film e GameRankings, un sito web per la registrazione di recensioni di giochi.

### Giochi
Nell'area dei giochi CBS Interactive ha GameFAQs, un sito web collaborativo con guide e forum sui videogiochi; GameSpot, con notizie, recensioni e guide sui videogiochi; Comic Vine, con notizie, commenti e forum su comics; Giant Bomb, per notizie, recensioni e guide sui videogiochi; e onGamers, con analisi di notizie e articoli sul mondo di sport elettronici.

### Musica
La sua divisione musicale comprende Last.fm, una radio Internet e un servizio di consigli musicali, e MetroLyrics, con testi di canzoni, video e notizie dal mondo della musica.

### Notizie
Nella sezione notizie offrono CBSNews.com, il canale online di CBS News (la divisione notizie di ViacomCBS) e CBSN, un canale di notizie 24 ore su 24 esclusivamente dedicato a Smart Devices, anche una divisione di CBS News.

### Sport
Nello sport hanno CBSSports.com, il servizio online di CBS Sports, con notizie, risultati, video e dibattiti sugli sport professionistici, CBSSports.com College Network, il servizio online della CBS Sports Network, con notizie, punteggi, video e discussioni dal mondo degli sport universitari; CBS Sports Fantasy, un sito web che offre Fantasport; e MaxPreps, un sito web che include informazioni, trasferimenti, notizie, video e discussioni sullo sport nelle scuole secondarie.

### Tecnologia
La divisione tecnologica comprende CNET, un sito web che pubblica opinioni, notizie, articoli, blog, podcasting e video sulla tecnologia e l'elettronica di consumo a livello globale. CNET Content Solutions, soluzioni di contenuto relative alla tecnologia e all'elettronica di consumo; Download.com, un sito web per il software gratuito; TechRepublic, che offre notizie, informazioni, risorse e forum per i professionisti del mondo di Tecnologia dell'informazione; e ZDNet, con notizie, commenti e video sulla tecnologia per professionisti del settore e della tecnologia.